# Krugerbrug
De Krugerbrug is een fiets- en voetgangersbrug die in 2022 gebouwd wordt in het Antwerpse district Hoboken over de spoorlijn 52 (Antwerpen - Puurs). De brug vormt de verbinding tussen de woonwijken van Hoboken en bedrijventerrein Blue Gate. 
In juli 2021 is hier de vorige Krugerbrug afgebroken, een betonnen liggerbrug die tot 2016 ook toegankelijk was voor auto- en vrachtverkeer. De nieuwe brug werd op 21 april 2023 officieel geopend door schepen Koen Kennis.
De nieuwe fietsbrug dient voor twee belangrijke fietsroutes: de fietssnelweg F13 Antwerpen-Boom en de Districtenroute, en is qua hellingspercentages en ontwerp beter aangepast voor fietsgebruik dan de voorganger.

## Geschiedenis
Om de woonwijken van Hoboken te ontlasten van vrachtverkeer, dat via de Krugerbrug naar de industrieterreinen in Hoboken reed, werd in 2007-2009 ten noorden ervan een nieuwe brug gebouwd: de Herenpolderbrug. Deze verbindt de Emiel Vloorstraat rechtstreeks met de Schroeilaan.
Naast de Herenpolderbrug voor gemotoriseerd verkeer, had de stad de intentie om ook de bestaande Krugerbrug aan te pakken en om te vormen tot een fietsbrug. Deze bijkomende opdracht werd toen echter niet gerealiseerd. 
Nadat de Herenpolderbrug in gebruik was genomen, werd de Krugerbrug sedert 2016 enkel nog toegankelijk voor fietsers en voetgangers.
In 2018 werd beslist om de bestaande Krugerbrug af te breken en een nieuwe fiets en wandelbrug te bouwen
Begin juli 2021 zijn de afbraakwerken begonnen om aansluitend de nieuwe fiets- en wandelbrug te bouwen. De nieuwe brug is in gebruik genomen op 21 april 2023.
1. ↑  Gearchiveerde kopie. Gearchiveerd op 3 november 2018. Geraadpleegd op 3 november 2018.